# دو جهان ۲
دو جهان ۲ (انگلیسی: Two Worlds II) یک بازی ویدئویی در سبک نقش‌آفرینی اکشن و جهان باز است که توسط شرکت لهستانی ریالتی پامپ توسعه یافته و به‌وسیله تاپ‌ور اینتراکتیو در سال ۲۰۱۰ و در پلت‌فرم‌های اکس‌باکس ۳۶۰، پلی‌استیشن ۳، مایکروسافت ویندوز و مک‌اواس منتشر شده‌است.